# لوان سانتانا
لوان دومینگوس رافائل سانتانا (به [Luan Domingos Rafael Santana] Error: {{Lang-xx}}: متن دارای نشانه‌گذاری ایتالیک است (راهنما)) (زاده ۱۳ مارس ۱۹۹۱) یک خوانندهٔ برزیلی است.